# Garoor (K), Gulbarga
Garoor (K) là một làng thuộc tehsil Gulbarga, huyện Gulbarga, bang Karnataka, Ấn Độ.